# Léna Bühler
Léna Bühler (Valeyres-sous-Montagny, 9 de julho de 1997) é uma piloto profissional de automóveis suíça.

## Carreira

### Karte fórmulas inferiores
Tendo competido em BMX em nível europeu na infância, Bühler começou a correr relativamente tarde, aos 17 anos. Ela fez sua estreia no kart no Campeonato Suíço de Kart em 2017, onde terminou em 14º. Ela correu de kart pelos dois anos seguintes, terminando em quarto e terceiro no Campeonato Suíço em 2018 e 2019, respectivamente.
Bühler fez sua estreia no automobilismo no Campeonato Espanhol de Fórmula 4 de 2020 com a Drivex School. Ela estrelou na qualificação ocasionalmente, mais notavelmente ficando na primeira fila no Circuito del Jarama, mas só conseguiu uma melhor colocação na corrida, 5º. Ela marcou 23 pontos e terminou a temporada em 15º na classificação, como a décima melhor estreante.

### Fórmula Regional

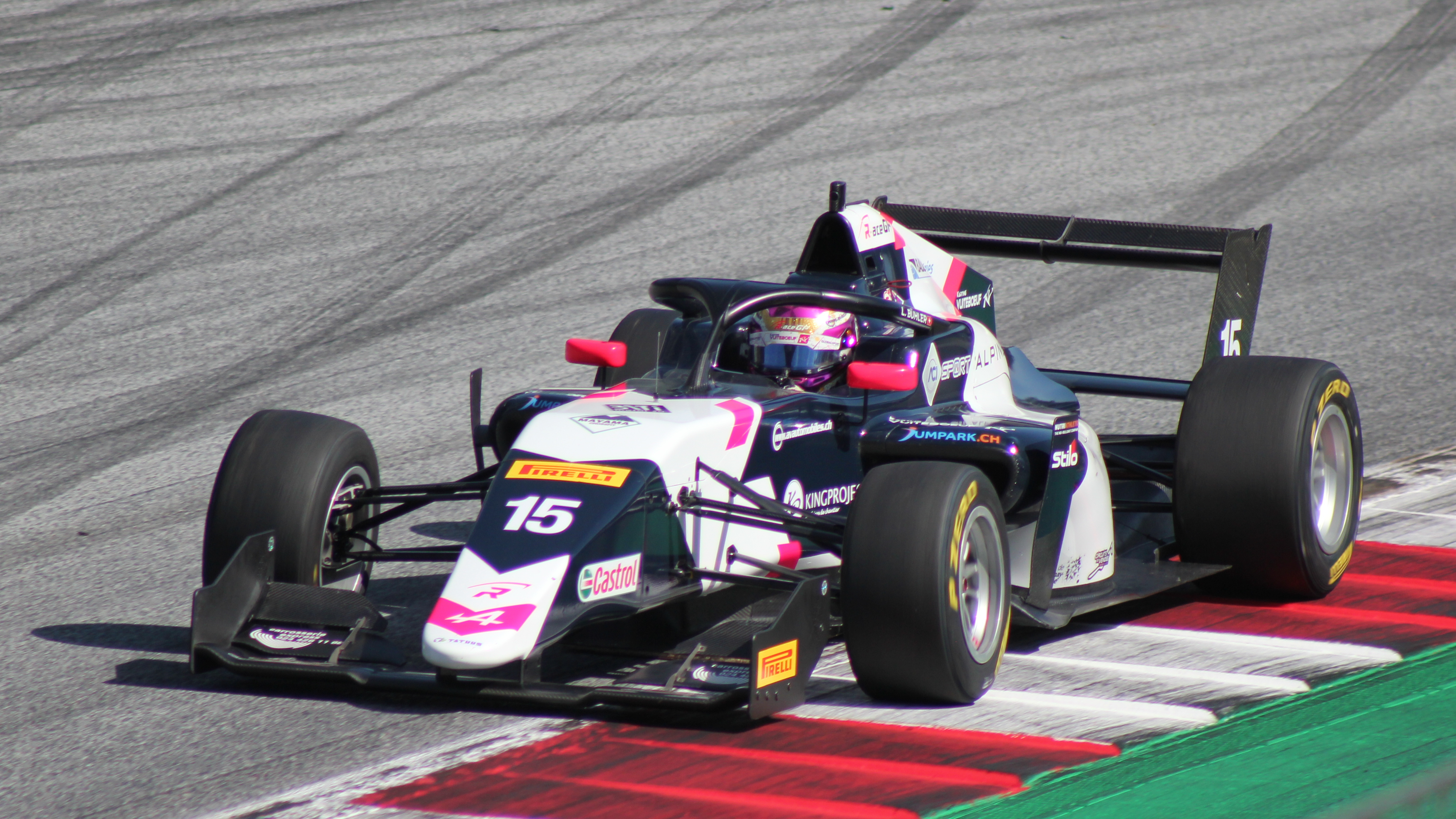
Bühler pilotando na etapa da Áustria, no Red Bull Ring, da Fórmula Regional Europeia de 2021

Em fevereiro de 2021, foi anunciado que Bühler seria parceira de Hadrien David, Isack Hadjar e Zane Maloney na R-ace GP no Campeonato de Fórmula Regional Europeia, como a primeira mulher a participar da nova série. No entanto, ela machucou a mão em um teste de pré-temporada e não pôde comparecer à rodada de abertura. Após estrear na segunda rodada em Barcelona, Ela enfrentou uma temporada muito difícil, alcançando o melhor resultado de 20º e chegando em 38º na classificação, a última de todos os pilotos em tempo integral. Mais tarde, ela admitiu que havia lutado muito fisicamente como resultado da lesão, afirmando que "faltou um pouco de força, resistência ao longo da duração das corridas".
Bühler permaneceu com a equipe para a temporada de 2022, onde foi inscrita nas seis primeiras corridas, mas foi classificada apenas na primeira rodada em Mônaco. Ela também correu meio período no Campeonato de Fórmula Regional Asiática durante o inverno, com um melhor resultado de 12.º na rodada final em Abu Dhabi.
Bühler retornou à Fórmula Regional Europeia para 2024 com o ART Grand Prix. Ela marcou seu melhor resultado de 22º na corrida 2 em Paul Ricard. Em 4 de setembro, a piloto anunciou que não competiria nas quatro etapas finais da temporada.

### F1 Academy

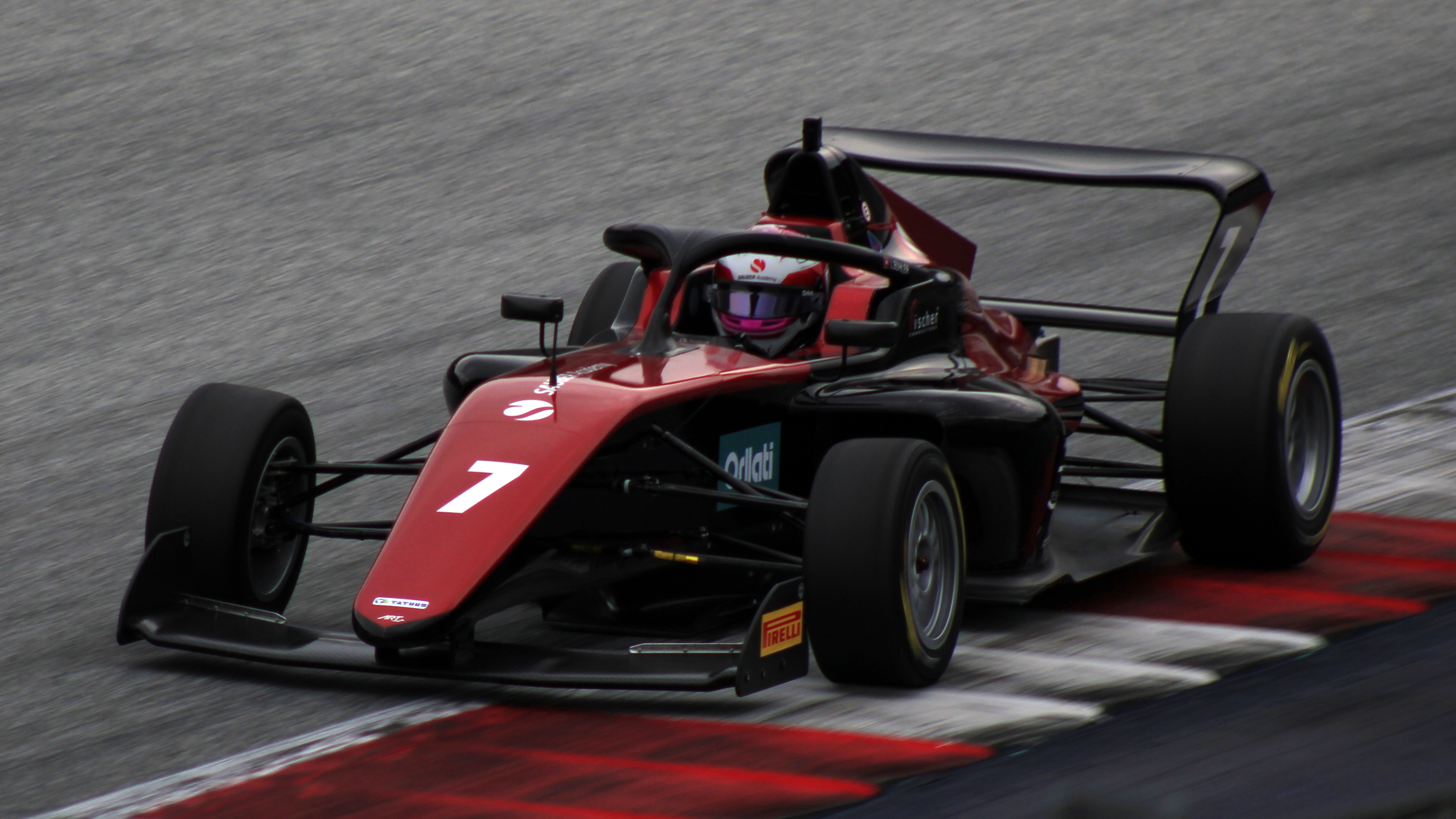
Bühler no Campeonato da F1 Academy de 2023.

Em 2 de fevereiro de 2023, Bühler foi confirmada como a primeira piloto a competir na recém-lançada série feminina da F1 Academy, correndo pela ART Grand Prix em 2023. Ela também se juntou à Sauber Academy. Ela terminou a temporada como vice-campeã, com 2 vitórias e 13 pódios.

### Fórmula E
Em novembro de 2024, Bühler competiu pela Mahindra Racing no teste feminino de pré-temporada da Fórmula E de 2024–25 em Jarama. Ela foi classificada em 5.º lugar no teste.

## Registros na carreira

### Sumário
| Temporada | Categoria                     | Equipe                    | Corridas | Vitórias | Poles | V.M.R. | Pódios | Pontos | Classificação |
| --------- | ----------------------------- | ------------------------- | -------- | -------- | ----- | ------ | ------ | ------ | ------------- |
| 2020      | Fórmula 4 Espanhola           | Drivex School             | 20       | 0        | 0     | 0      | 0      | 23     | 15.º          |
| 2021      | Fórmula Regional Europeia     | R-ace GP                  | 17       | 0        | 0     | 0      | 0      | 0      | 38.º          |
| 2022      | Fórmula Regional Asiática     | 3Y Technology by R-ace GP | 6        | 0        | 0     | 0      | 0      | 0      | 29.º          |
| 2022      | Fórmula Regional Europeia     | R-ace GP                  | 3        | 0        | 0     | 0      | 0      | 0      | 39.º          |
| 2023      | Fórmula 4 dos Emirados Árabes | R2Race Cavicel            | 15       | 0        | 0     | 0      | 0      | 0      | 33.º          |
| 2023      | F1 Academy                    | ART Grand Prix            | 21       | 2        | 2     | 1      | 13     | 222    | 2.º           |
| 2024      | Fórmula Regional Europeia     | ART Grand Prix            | 11       | 0        | 0     | 0      | 0      | 0      | 38.º          |